# Coupe d'Asie des nations de football 1984
Navigation
Coupe d'Asie 1980 Coupe d'Asie 1988
La Coupe d'Asie des nations de football 1984 est une compétition qui a eu lieu à Singapour en décembre 1984 et qui fut remportée par l'Arabie saoudite. Singapour était qualifié d'office en tant que pays organisateur, ainsi que le Koweït en tant que vainqueur de l'édition précédente.

## Tournoi final
- Tournoi à Singapour en décembre 1984

### Groupe 1
|   | Equipe          | Pts | J | G | N | P | Bp | Bc | Diff |
| - | --------------- | --- | - | - | - | - | -- | -- | ---- |
| 1 | Arabie saoudite | 6   | 4 | 2 | 2 | 0 | 4  | 2  | +2   |
| 2 | Koweït          | 5   | 4 | 2 | 1 | 1 | 4  | 2  | +2   |
| 3 | Qatar           | 4   | 4 | 1 | 2 | 1 | 3  | 3  | 0    |
| 4 | Syrie           | 3   | 4 | 1 | 1 | 2 | 3  | 5  | −2   |
| 5 | Corée du Sud    | 2   | 4 | 0 | 2 | 2 | 1  | 3  | −2   |

| 1 décembre 1984 | Qatar      | 1 – 1 | Syrie           | Stade national, Singapour                       |                                                 |
| 19:00           | Khalfan 7e |       | 47e (csc) Anber | Spectateurs : 8 000 Arbitrage : Antonio Márquez | Spectateurs : 8 000 Arbitrage : Antonio Márquez |

| 2 décembre 1984 | Arabie saoudite | 1 – 1 | Corée du Sud   | Stade national, Singapour                      |                                                |
| 19:00           | Abdullah 90e    |       | 51e Lee Tae-ho | Spectateurs : 20 000 Arbitrage : George Joseph | Spectateurs : 20 000 Arbitrage : George Joseph |

| 3 décembre 1984 | Koweït               | 1 – 0 | Qatar | Stade national, Singapour                     |                                               |
| 21:00           | Al-Rumaihi 52e (csc) |       |       | Spectateurs : 19 000 Arbitrage : Augusto Lamo | Spectateurs : 19 000 Arbitrage : Augusto Lamo |

| 4 décembre 1984 | Syrie | 0 – 1 | Arabie saoudite | Stade national, Singapour                     |                                               |
| 21:00           |       |       | 66e Khalifa     | Spectateurs : 2 000 Arbitrage : Shizuo Takada | Spectateurs : 2 000 Arbitrage : Shizuo Takada |

| 5 décembre 1984 | Corée du Sud | 0 – 0 | Koweït | Stade national, Singapour                        |                                                  |
| 19:00           |              |       |        | Spectateurs : 20 000 Arbitrage : Cheung Kwok Kui | Spectateurs : 20 000 Arbitrage : Cheung Kwok Kui |

| 7 décembre 1984 | Syrie      | 1 – 0 | Corée du Sud | Stade national, Singapour                        |                                                  |
| 21:00           | Hassan 12e |       |              | Spectateurs : 10 000 Arbitrage : George Courtney | Spectateurs : 10 000 Arbitrage : George Courtney |

| 8 December 1984 | Qatar    | 1 – 1 | Arabie saoudite | Stade national, Singapour                       |                                                 |
| 19:00           | Zaid 47e |       | 65e Abduljawad  | Spectateurs : 1 000 Arbitrage : Antonio Márquez | Spectateurs : 1 000 Arbitrage : Antonio Márquez |

| 9 décembre 1984 | Koweït                                                 | 3 – 1 | Syrie         | Stade national, Singapour                       |                                                 |
| 19:00           | Mahrous 66e (csc) · Al-Dakhil 77e · A. Al-Buloushi 79e |       | 5e Abu Al-Sel | Spectateurs : 8 000 Arbitrage : Cheung Kwok Kui | Spectateurs : 8 000 Arbitrage : Cheung Kwok Kui |

| 10 décembre 1984 | Corée du Sud | 0 – 1 | Qatar      | Stade national, Singapour                    |                                              |
| 21:00            |              |       | 69e Salman | Spectateurs : 2 000 Arbitrage : Augusto Lamo | Spectateurs : 2 000 Arbitrage : Augusto Lamo |

| 11 décembre 1984 | Koweït | 0 – 1 | Arabie saoudite | Stade national, Singapour                      |                                                |
| 21:00            |        |       | Al-Jam'an 88e   | Spectateurs : 5 000 Arbitrage : Toshikazu Sano | Spectateurs : 5 000 Arbitrage : Toshikazu Sano |

### Groupe 2
|   | Equipe              | Pts | J | G | N | P | Bp | Bc | Diff |
| - | ------------------- | --- | - | - | - | - | -- | -- | ---- |
| 1 | Chine               | 6   | 4 | 3 | 0 | 1 | 10 | 2  | +8   |
| 2 | Iran                | 6   | 4 | 2 | 2 | 0 | 6  | 1  | +5   |
| 3 | Émirats arabes unis | 4   | 4 | 2 | 0 | 2 | 3  | 8  | −5   |
| 4 | Singapour           | 3   | 4 | 1 | 1 | 2 | 3  | 4  | −1   |
| 5 | Inde                | 1   | 4 | 0 | 1 | 3 | 0  | 7  | −7   |

| 1 décembre 1984 | Iran                                                           | 3 – 0 | Émirats arabes unis | Stade national, Singapour                      |                                                |
| 21:00           | Alidousti 27e · Shahrokh Bayani 85e (pen.) · Mohammadkhani 87e |       |                     | Spectateurs : 8 000 Arbitrage : Toshikazu Sano | Spectateurs : 8 000 Arbitrage : Toshikazu Sano |

| 2 décembre 1984 | Singapour           | 2 – 0 | Inde | Stade national, Singapour                        |                                                  |
| 21:00           | Awab 36e · Saad 81e |       |      | Spectateurs : 21 000 Arbitrage : Antonio Márquez | Spectateurs : 21 000 Arbitrage : Antonio Márquez |

| 3 décembre 1984 | Iran                              | 2 – 0 | Chine | Stade national, Singapour                        |                                                  |
| 19:00           | Mohammadkhani 57e · Arabshahi 69e |       |       | Spectateurs : 19 000 Arbitrage : George Courtney | Spectateurs : 19 000 Arbitrage : George Courtney |

| 4 décembre 1984 | Émirats arabes unis          | 2 – 0 | Inde | Stade national, Singapour                        |                                                  |
| 19:00           | Al-Talyani 81e · Khamees 88e |       |      | Spectateurs : 2 000 Arbitrage : Abu Wahid Shanbe | Spectateurs : 2 000 Arbitrage : Abu Wahid Shanbe |

| 5 décembre 1984 | Singapour | 0 – 2 | Chine                           | Stade national, Singapour                     |                                               |
| 21:00           |           |       | 21e Jia Xiuquan · 39e Zhao Dayu | Spectateurs : 20 752 Arbitrage : Jassim Mandi | Spectateurs : 20 752 Arbitrage : Jassim Mandi |

| 7 décembre 1984 | Iran | 0 – 0 | Inde | Stade national, Singapour                      |                                                |
| 19:00           |      |       |      | Spectateurs : 10 000 Arbitrage : Koh Guan Kiat | Spectateurs : 10 000 Arbitrage : Koh Guan Kiat |

| 8 décembre 1984 | Singapour | 0 – 1 | Émirats arabes unis | Stade national, Singapour                     |                                               |
| 21:00           |           |       | 62e Abdulrahman     | Spectateurs : 15 000 Arbitrage : Jassim Mandi | Spectateurs : 15 000 Arbitrage : Jassim Mandi |

| 9 décembre 1984 | Chine                                               | 3 – 0 | Inde | Stade national, Singapour                    |                                              |
| 21:00           | Lin Lefeng 19e · Gu Guangming 59e · Jia Xiuquan 79e |       |      | Spectateurs : 8 256 Arbitrage : Jassim Mandi | Spectateurs : 8 256 Arbitrage : Jassim Mandi |

| 10 décembre 1984 | Singapour | 1 – 1 | Iran                       | Stade national, Singapour                        |                                                  |
| 19:00            | Saad 61e  |       | 55e (pen.) Shahrokh Bayani | Spectateurs : 2 000 Arbitrage : Abu Wahid Shanbe | Spectateurs : 2 000 Arbitrage : Abu Wahid Shanbe |

| 11 décembre 1984 | Chine                                                                                    | 5 – 0 | Émirats arabes unis | Stade national, Singapour                     |                                               |
| 19:00            | Yang Zhaohui 12e · Jia Xiuquan 20e · Zuo Shusheng 36e · Zhao Dayu 52e · Gu Guangming 67e |       |                     | Spectateurs : 5 000 Arbitrage : Shizuo Takada | Spectateurs : 5 000 Arbitrage : Shizuo Takada |

### Tableau final
|  | Demi-finales                 | Demi-finales                 |                        |   | Finale                       | Finale                       |
|  | Demi-finales                 | Demi-finales                 |                        |   | Finale                       | Finale                       |
|  |                              |                              |                        |   |                              |                              |
|  | 13 décembre 1984 / Singapour | 13 décembre 1984 / Singapour |                        |   | 16 décembre 1984 / Singapour | 16 décembre 1984 / Singapour |
|  | 13 décembre 1984 / Singapour | 13 décembre 1984 / Singapour |                        |   | 16 décembre 1984 / Singapour | 16 décembre 1984 / Singapour |
|  | Arabie saoudite t.a.b.       | 1 (5)                        |                        |   | 16 décembre 1984 / Singapour | 16 décembre 1984 / Singapour |
|  | Arabie saoudite t.a.b.       | 1 (5)                        |                        |   | 16 décembre 1984 / Singapour | 16 décembre 1984 / Singapour |
|  | Iran                         | 1 (4)                        |                        |   | 16 décembre 1984 / Singapour | 16 décembre 1984 / Singapour |
|  | Iran                         | 1 (4)                        | Arabie saoudite        | 2 |                              |                              |
|  | 13 décembre 1984 / Singapour |                              | Arabie saoudite        | 2 |                              |                              |
|  |                              | Chine                        | 0                      |   |                              |                              |
|  | Chine                        | Chine                        | 0                      | 1 |                              |                              |
|  | Chine                        |                              |                        | 1 |                              |                              |
|  | Koweït                       | 0                            |                        |   |                              |                              |
|  | Koweït                       | 0                            | Match pour la 3e place |   |                              |                              |
|  |                              |                              |                        |   |                              |                              |
|  | 16 décembre 1984 / Singapour |                              |                        |   |                              |                              |
|  |                              |                              |                        |   |                              |                              |
|  | Koweït t.a.b.                | 1 (5)                        |                        |   |                              |                              |
|  | Koweït t.a.b.                | 1 (5)                        |                        |   |                              |                              |
|  | Iran                         | 1 (3)                        |                        |   |                              |                              |
|  | Iran                         | 1 (3)                        |                        |   |                              |                              |

#### Demi-finales
| 13 décembre 1984                                            | Arabie saoudite         | 1 - 1 a.p.                                                     | Iran                | Stade national              |                             |
|                                                             | Shahin Bayani 88e (csc) |                                                                | 43e Shahrokh Bayani | Arbitrage : George Courtney | Arbitrage : George Courtney |
| Abdullah · Abduljawad · Nu'eimeh · Al-Jam'an · Al-Musaibeah | Tirs au but 5 - 4       | Hajiloo · Mokhtarifar · Derakhshan · Panjali · Shahrokh Bayani |                     | Arbitrage : George Courtney | Arbitrage : George Courtney |

| 13 décembre 1984 | Chine          | 1 - 0 a.p. | Koweït | Stade national           |                          |
|                  | Li Huayun 108e |            |        | Arbitrage : Augusto Lamo | Arbitrage : Augusto Lamo |

#### Match pour la3eplace
| 16 décembre 1984                                        | Koweït            | 1 - 1 a.p.                                 | Iran              | Stade national              |                             |
|                                                         | Al-Haddad 26e     |                                            | 80e Mohammadkhani | Arbitrage : Antonio Márquez | Arbitrage : Antonio Márquez |
| Al-Dakhil · Al-Suwayed · Juma'a · Al-Jasem · Al-Qabendi | Tirs au but 5 - 3 | Hajiloo · Derakhshan · Ahadi · Mokhtarifar |                   | Arbitrage : Antonio Márquez | Arbitrage : Antonio Márquez |

#### Finale
| 16 décembre 1984 | Arabie saoudite               | 2 - 0 | Chine | Stade national            |                           |
|                  | Al-Nafisah 10e · Abdullah 46e |       |       | Arbitrage : Shizuo Takada | Arbitrage : Shizuo Takada |

| Coupe d'Asie 1984 Vainqueur Arabie saoudite 1er titre |